# 파워스티어링
파워스티어링(power steering)은 동력원을 사용해 운전자의 핸들 조작 편의성을 증대시키기 위해 장착된 자동차의 조향 보조 시스템이다. 유압식 파워 스티어링 시스템의 채용역사는 극히 오래되었지만 사실 핸들의 조작력이 가벼운 것만으로는 충분하지 못하다.
파워 스티어링이 없는 차종은 저속이나 정차 시에는 스티어링 조작이 무겁고 원활하지 못한 반면에 고속 주행을 할 경우 스티어링이 가벼워져 사소한 핸들 조작만으로도 자동차가 크게 움직이는 문제점이 있다. 이와 같은 위험성을 극복하기 위한 조치로 주행속력이 낮을 때나 정차 시 스티어링 조작을 가볍게 해주고, 고속 주행을 할 때는 주행안전상 세밀한 조작이 요구되므로 조작을 일부러 무겁게 하여 운전 편의를 도모하고 안전도를 향상시킨다.
기본적으로는 구동 벨트와 맞물려 있는 펌프에 의해 유압으로 작동되지만 최근에는 EPS(Electronic Power Steering)방식이 도입되어 유압 펌프 대신에 컨트롤 모터가 작용하여 그 역할을 하고 있다.